# Brian Martin (cestista)
Brian Martin (Fort Smith, 18 agosto 1962) è un ex cestista statunitense, professionista nella NBA, in Belgio, Italia e Germania.

## Carriera
È stato selezionato dagli Indiana Pacers al nono giro del Draft NBA 1984 (185ª scelta assoluta).

## Palmarès
- Campione CBA (1987)
- All-CBA Second Team (1986)
- CBA All-Defensive First Team (1986)
- Miglior stoppatore CBA (1986)